# Afaz Natural
Anuar Fernando Alandete Zuluaga (San Luis, Antioquia, 26 de agosto de 1985), conocido por su nombre artístico Afaz Natural, es un rapero, productor y compositor colombiano de los géneros Reggae y Rap. Empezó a componer sus primeras canciones y poemas a los 13 años; pronto se sintió fuertemente atraído por el Hip-Hop lo que lo llevó a iniciar su carrera artística coqueteando con estilos bastante Underground pero a través del tiempo ha ido fusionando diferentes ritmos hasta crear un aire muy actual y diverso, desde el mensaje y las letras de sus canciones hasta un certero retrato de muchos aspectos de la vida cotidiana de Colombia.
Afaz Natural ha construido su carrera musical combinando en cada uno de sus trabajos el reflejo de la realidad social de su país con los ritmos que lo caracterizan, Dancehall, Reggae y Hip-Hop.

## Biografía
Sus inicios musicales se remontan al año 1997 cuando comenzó a rimar en las esquinas de los barrios de la ciudad de Medellín, Fue allí cuando se dio cuenta de que su camino estaría guiado por la música afroamericana, formó parte de varios grupos de Rap underground de los cuales aprendió.
En el año 2006 la carrera de Afaz Natural dio un giro radical cuando de la mano de reconocidos músicos y productores de su tierra y a raíz de las dificultades presentadas para poder grabar sus composiciones  creo su propio estudio  al cual bautizan Base Recordz. Es allí donde comenzó a grabar sus primeras canciones, teniendo una estupenda acogida por los jóvenes, niños y adultos de su ciudad. Fue entonces cuando se adoptó el nombre de Afaz Natural y así empezó a trabajar como compositor, productor e intérprete de sus propias canciones y lo que más adelante sería su primer álbum. 
En febrero del año 2008 sale a la luz su primer trabajo discográfico con un total de 16 canciones al cual dio por nombre "Siguen Hablando", lanzado de manera independiente bajo el sello discográfico Base Recordz. La maqueta fue grabada y producida en 2006 y 2007 y la difusión que se le dio fue 100% virtual, con el apoyo de varias emisoras, páginas Web de Medellín y plataformas de reproducción masivas como Soundcloud donde logró obtener más de 43.670 reproducciones y buenas críticas en general dándole la oportunidad de participar con su show en vivo en festivales locales importantes, tales como Fiestas de la madera en San Luis (Antioquia).
Después de varios meses de grabación y producción, también bajo el sello Base Recordz Afaz Natural lanza en el año 2011 su segundo trabajo discográfico denominado "Todo A Su Tiempo" . El álbum fue grabado y producido en 2010 y 2011 y en esta ocasión adicional a la difusión virtual se lanzaron a la venta copias físicas del álbum que fueron distribuidas en diferentes establecimientos (en su mayoría de ropa) a nivel nacional. A raíz de este trabajo se abrieron varias puertas para Afaz Natural que le permitieron llevar sus presentaciones en vivo a lo largo del territorio Nacional en escenarios muy importantes tales como Festividad Día Mundial de la Pereza (Itagüí) y las fiestas del retorno.
En 2012 Afaz Natural lanza su tercer trabajo discográfico el cual lleva por Nombre "Así Soy Yo". Este álbum marcaría un ascenso importante en su carrera artística debido al éxito a nivel nacional e internacional del sencillo con el mismo nombre del álbum, llevándolo a vender más de 2.500 copias solo en Colombia y presentarse en festivales nacionales tales como Fiesta de la música, e internacionales como Festival Planeta Rock de México y Gira 593 de Ecuador. Ese mismo año daría su presentación en el Rototom Reggae Contest Latino / Rototom Sunsplash(Colombia) en la categoría Singjay Declarándose Campeón nacional y representando a Colombia en la final latinoamericana con los ganadores de cada país en Buenos Aires, Argentina, donde recibió mención de Honor por parte de los jurados del Concurso.
En noviembre de 2013 Afaz Natural lanza su cuarto trabajo discográfico: "Temor". El álbum fue grabado y producido de manera independiente bajo los sello discográfico Base Recordz y VIP Recordz.Este se consagra como el Álbum más exitoso hasta el momento de su carrera haciendo énfasis al sexto sencillo denominado "Quizás" el cual logra trascender el público Rapero y llegar a los oídos de público ajeno al género convirtiéndose sin duda alguna en la canción más exitosa del cantautor paisa con más de 33.450.000 de reproducciones en la plataforma más importante de vídeos del mundo Youtube.
En septiembre de 2014 a raíz del éxito de Temor Afaz Natural decide lanzar una versión remasterizada a la cual le da por nombre Temor - Edición Especial en la cual se incluyen los temas más destacados a lo largo de su carrera musical. En octubre de 2014 se presenta como invitado nacional en el Marco del Festival más Grande e importante de hip hop en América Latina: Hip Hop Al Parque, alternando escenario junto a artistas de talla internacional como Boot Camp Clik y DJ Premier. En noviembre de 2014 Afaz Natural fue nominado por los Premios SHOCK en su decimoquinta entrega en la categoría "Mejor artista o agrupación Hip - Hop del año" junto a varios de los grupos más destacados del género en Colombia, entre ellos La Etnnia y Yoky Barrios, premio que finalmente ganaría La Etnnia.
Gracias a su trabajo en la novena edición de los Premios Subterránica fue nominado y declarado ganador en la categoría "Mejor Artista Hip Hop o R&B del año" y fue invitado por segunda vez consecutiva a uno de los festivales más importantes del género en América Latina (Jamming Festival), alternando escenario con varios músicos como Soja, Shaggy, Cypress Hill, Alborosie, Ky-Mani Marley, Morodo, Movimiento Original, Beenie Man, Los Auténticos Decadentes, Seeed, Swan Fyahbwoy, Quique Neira, Totó La Momposina, Bomba Estéreo ente muchos más. 
Para dar por terminada la gira de Shows de su álbum "Temor 2013", confirma su asistencia en "Un Millón Mas Na" , el 5 de diciembre del 2016, uno de los festivales más importantes de Hip Hop en Perú junto a artistas como Akapellah y Mamborap
En 2015 culmina su quinto trabajo discográfico "Crudo Y Sin Censura". Fue lanzado oficialmente el día 19 de diciembre del año 2015 cerrando año con show en Bogotá.
Para 2017 realiza su producción Un Romántico en el Ghetto. En 2019 lanza su sencillo Tóxico.

## Discografía

### Maquetas
- Siguen Hablando (2008)

### Álbumes De Estudio
- Todo A Su Tiempo (2010)
- Así Soy Yo (2012)
- Temor (2013)
- Crudo Y Sin Censura (2015)
- Un Romántico Y Un Rude Bwoy En El Ghetto (2017)

### Compilados
- Temor Edición Especial (2014)

## Videografía

### Vídeos musicales
| Canción                        | Año  | Artista(s)                                           |
| ------------------------------ | ---- | ---------------------------------------------------- |
| "Ando pasándola"               | 2008 | Afaz Natural                                         |
| "This Day's"                   | 2010 | Afaz Natural, Main Flow, Jam N Studio, Sanclemente   |
| "Fiesta Bacana"                | 2011 | Afaz Natural, Sanclemente, Jam N Studio              |
| "Los Sabuesos"                 | 2011 | Afaz Natural, Iyhon Secuaz, Jam N Studio             |
| "La Conekta Medechil"          | 2012 | Afaz Natural, Jam N Studio, Chumbeque, Pascal        |
| "Así Soy Yo"                   | 2012 | Afaz Natural                                         |
| "Mas X Menos"                  | 2013 | Afaz Natural, Jam N Studio, Sanclemente              |
| "Allá en el Barrio"            | 2013 | Afaz Natural                                         |
| "Quise Perderme"               | 2013 | MC Kno, Afaz Natural, Samurai, Askoman               |
| "Promesa de Amor"              | 2013 | Afaz Natural                                         |
| "Que Ironía"                   | 2013 | Afaz Natural, DBwoy                                  |
| "Quizás"                       | 2014 | Afaz Natural                                         |
| "This is a BooM"               | 2014 | Afaz Natural, Liric Traffic, Jam N Studio            |
| "Maestra Vida"                 | 2014 | Afaz Natural                                         |
| "Un Mundo Mejor"               | 2014 | Afaz Natural                                         |
| "Eternos"                      | 2014 | Kiño, Afaz Natural, Ali Aka Mind, MC Kno             |
| "Rasta Girl"                   | 2015 | Afaz Natural, Gona                                   |
| "Soldado de Dios - Soldjah"    | 2015 | Afaz Natural                                         |
| "El Camino del Soñador"        | 2015 | Afaz Natural, Golden Ganga                           |
| "Ella"                         | 2015 | Afaz Natural                                         |
| "Siempre"                      | 2015 | Afaz Natural, Little Pepe                            |
| "Ohh Mama"                     | 2015 | Afaz Natural                                         |
| "Pensamiento Frío"             | 2015 | Afaz Natural, Norick, Discípulo, Iyhon Secuaz        |
| "Deja de Mentir (Gono$$3@)"    | 2016 | Gona, Afaz Natural, Akapellah, Gambeta (Alcolirykoz) |
| "Mala Vibra"                   | 2016 | Afaz Natural                                         |
| "Real Bad Man"                 | 2016 | Afaz Natural                                         |
| "Eres un Sueño"                | 2016 | Afaz Natural, Green Valley                           |
| "Más no Perdido en el Alcohol" | 2017 | Afaz Natural                                         |
| "Asesina de Amor"              | 2017 | Afaz Natural, Nanpa Básico                           |
| "Quien Como Tú"                | 2017 | Afaz Natural                                         |
| "La de mis Sueños"             | 2017 | Santa RM, Afaz Natural                               |
| "Tic Tac"                      | 2017 | Afaz Natural, El Sabroso                             |
| "Que Lo Sepa El Mundo"         | 2018 | Afaz Natural, Inst, Case G                           |
| "Vuela"                        | 2018 | Afaz Natural                                         |
| "A Ella Le Dicen"              | 2019 | Afaz Natural                                         |
| "Kallejeroz"                   | 2019 | Afaz Natural, Kriska                                 |
| "Infiel"                       | 2019 | Santa Fe Klan, Afaz Natural                          |
| "Tóxico"                       | 2019 | Afaz Natural                                         |
| "Dímelo"                       | 2019 | Afaz Natural, Sir Samuel, Spectra (Saian Supa Crew)  |
| "Deseo Saber"                  | 2020 | Afaz Natural                                         |